# Marcelo D2

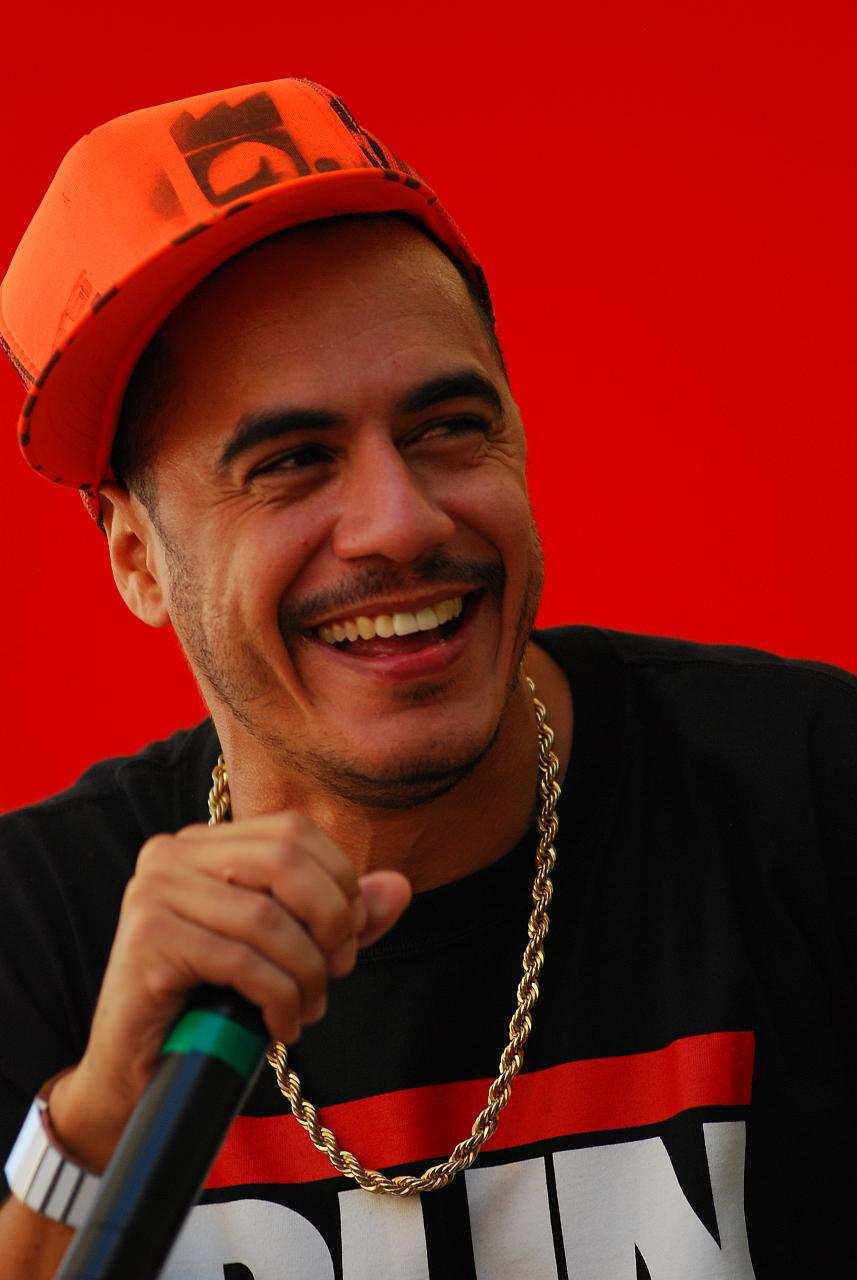
Marcelo D2, 2008

Marcelo D2 (* 5. November 1967 in Rio de Janeiro als Marcelo Maldonado Gomes Peixoto) ist ein brasilianischer Rapper.

## Karriere
Begonnen hat Marcelo seine Karriere als Musiker bei der Band Planet Hemp, bevor er 1997 mit seiner Solo-Karriere begann. Im selben Jahr veröffentlichte er sein Debüt-Album Eu Tiro É Onda, das in Los Angeles und in New York von Carlos Bass und Mário Caldato Jr. aufgenommen wurde.
2003 veröffentlichte Marcelo sein zweites Album, À Procura da Batida Perfeita (engl. Looking for the perfect Beat), das von dem Produzenten der Beastie Boys Mario Caldato aufgenommen wurde. Das Album enthielt die Stücke Qual é und Loadeando. Im letzteren Song sang sein Sohn Luca mit. In diesem Album wurde Hip-Hop mit Samba-Elementen gemischt. Zudem war auf dem Album ein Song enthalten, der mit den Black Eyed Peas aufgenommen wurde. Das Album erschien in Asien, Europa und in Nordamerika mit dem englischen Titel Looking for the perfect beat. Marcelo startete eine Zwei-Jahres-Tournee, um sein Album zu promoten.
Marcelo D2 ist außerdem Gastmusiker in zwei Songs aus Sergio Mendess Album Timeless. 2006 erschien das Album Meu Samba É Assim und 2008 folgte sein viertes Studioalbum Arte Do Barulho.

## Diskografie

### Studioalben
- 1998: Eu Tiro É Onda (BR: Gold)[1]
- 2003: À Procura da Batida Perfeita (BR: Gold)
- 2006: Meu Samba É Assim
- 2008: Arte Do Barulho
- 2010: Canta Bezerra da Silva
- 2013: Nada Pode Me Parar (BR: Gold)

### Livealben
- 2004: Acústico MTV (BR: Platin)

### Kompilationen
- 2007: Perfil

### Singles
- 2014: Madame Bomfumé / Desabafo (Deixa Eu Dizer) - Live At Audio Club, SP/2014 (BR: Gold)

### Videoalben
- 2004: Acústico MTV (BR: Gold)